# Stanley Adams (Schauspieler)

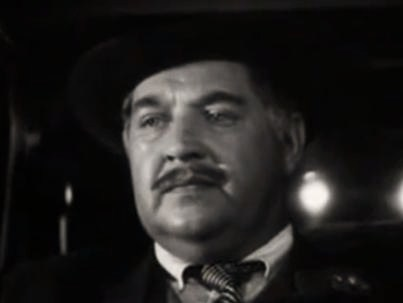
Stanley Adams im Film High School Big Shot (1959)

Stanley Adams (* 7. April 1915 in New York City, New York; † 27. April 1977 in Santa Monica, Kalifornien) war ein US-amerikanischer Schauspieler und Drehbuchautor.

## Leben
Adams begann seine Karriere in Film und Fernsehen in den 1950er Jahren. Sein Spielfilmdebüt hatte er 1954 an der Seite von Mickey Rooney in der auf einer Vorlage von Blake Edwards basierenden Science-Fiction-Komödie The Atomic Kid. Bis Mitte der 1960er Jahre war er ein vielgebuchter Gaststar in US-amerikanischen Fernsehserien. Seine bekannteste Fernsehrolle stellte er 1967 in der Folge Kennen Sie Tribbles? der Fernsehserie Raumschiff Enterprise dar; er spielte den reisenden Händler Cyrano Jones, der die pelzigen Geschöpfe an den Mann zu bringen versucht. Diese Rolle sprach er einige Jahre später auch in einer Folge der Zeichentrickserie Die Enterprise.
Auf der großen Leinwand war Adams unter anderem in Alfred Hitchcocks Der unsichtbare Dritte, Henry Hathaways Land der tausend Abenteuer, John Frankenheimers Die jungen Wilden, Stanley Kramers Das Narrenschiff und Woody Allens Was Sie schon immer über Sex wissen wollten, aber bisher nicht zu fragen wagten zu sehen. Eine erwähnenswerte  Rolle spielte er neben Audrey Hepburn in Blake Edwards’ Komödie Frühstück bei Tiffany als schwerreicher Rutherford „Rusty“ Trawler, den sich Hepburns Figur vergeblich zu angeln versucht. Im mit zwei Oscars ausgezeichneten Sportdrama Die Hölle ist in mir hatte er eine kleine Rolle ohne Namensnennung im Abspann.
Neben seinem Wirken vor der Kamera verfasste Adams Drehbücher für zahlreiche Fernsehserien. Er schrieb unter anderem sechs Folgen der Sitcom Mr. Ed, zwei Folgen der Krimiserie Mannix, sowie jeweils eine Folge von Bonanza und Raumschiff Enterprise.
Wenige Wochen nach seinem 62. Geburtstag beging er im April 1977 Selbstmord in seinem Wohnsitz in Santa Monica; er wurde dort später von seiner Exfrau aufgefunden. Er hinterließ einen Sohn und eine Tochter.

## Filmografie (Auswahl)

### Als Schauspieler

#### Filme
- 1954: The Atomic Kid
- 1955: Blutige Straße (Hell on Frisco Bay)
- 1956: Blutige Hände (The Killer Is Loose)
- 1956: Ein Fetzen Leben (The Bold and the Brave)
- 1956: Die Hölle ist in mir (Somebody Up There Likes Me)
- 1957: Fluch der Gewalt (Trooper Hook)
- 1957: Der Sadist (Valerie)
- 1957: Der Einäugige (Black Patch)
- 1958: Vom Teufel geritten (Saddle the Wind)
- 1958: Links und rechts vom Ehebett (I Married a Woman)
- 1959: Der unsichtbare Dritte (North by Northwest)
- 1959: Die Nervensäge (The Gazebo, Sprechrolle)
- 1959: Jazz-Ekstase (The Gene Krupa Story)
- 1960: Vergeltung ohne Gnade (One Foot in Hell)
- 1960: Zwei in einem Zimmer (The Rat Race)
- 1960: Kein Stern geht verloren (Studs Lonigan)
- 1960: Land der tausend Abenteuer (North to Alaska)
- 1961: Die jungen Wilden (The Young Savages)
- 1961: Frühstück bei Tiffany (Breakfast at Tiffany’s)
- 1961: Piraten von Tortuga (Pirates of Tortuga)
- 1961: Der Bürotrottel (The Errand Boy)
- 1961: Der Außenseiter (The Outsider)
- 1962: Der Tiger ist unter uns (13 West Street)
- 1962: Die Faust im Gesicht (Requiem for a Heavyweight)
- 1963: Tu das nicht, Angelika (Critic’s Choice)
- 1963: Lilien auf dem Felde (Lilies of the Field)
- 1964: Monsieur Cognac (Wild and Wonderful)
- 1964: Madame P. und ihre Mädchen (A House Is Not a Home)
- 1964: Bezwinger des Todes (Fate is the Hunter)
- 1965: Das Narrenschiff (Ship of Fools)
- 1965: Boy meiner Träume (When the Boys Meet the Girls)
- 1966: Nevada Smith
- 1967: Crash Drivers – Entscheidung in der Todeskurve (Thunder Alley)
- 1967: Zoff für zwei (Double Trouble)
- 1970: Jung, hübsch und hemmungslos (The Grasshopper)
- 1970: Hopp, Hopp (Move)
- 1971: Machismo – 40 Gräber für 40 Gewehre (Machismo: 40 Graves for 40 Guns)
- 1972: Was Sie schon immer über Sex wissen wollten, aber bisher nicht zu fragen wagten (Everything You Always Wanted to Know About Sex*)
- 1973: Clones – Labor des Grauens (The Clones)
- 1974: Die neun Leben von Fritz the Cat (The Nine Lives of Fritz the Cat, Sprechrolle)
- 1974: City Monster (Rape Squad)
- 1976: Dixie Dynamite
- 1976: Damals im Regen (Woman on the Run)
- 1977: Die letzte Revanche (The Great Gundown)

#### Serien
- 1954: Captain Midnight (eine Folge)
- 1955: Großer Adler – Häuptling der Cheyenne (Brave Eagle, eine Folge)
- 1956: Cheyenne (eine Folge)
- 1956–1959: Die seltsamen Abenteuer des Hiram Holliday (sechs Folgen)
- 1956–1965: Rauchende Colts (Gunsmoke, drei Folgen)
- 1958: Vater ist der Beste (Father Knows Best, eine Folge)
- 1958: Dezernat M (M Squad, eine Folge)
- 1959: Maverick (eine Folge)
- 1959–1960: Not for Hire (sechs Folgen)
- 1959–1960: Peter Gunn (drei Folgen)
- 1959/1963: Die Unbestechlichen (The Untouchables, zwei Folgen)
- 1960: Tausend Meilen Staub (Rawhide, eine Folge)
- 1960: Alfred Hitchcock präsentiert (Alfred Hitchcock Presents, eine Folge)
- 1960: Anwalt der Gerechtigkeit (Lock-Up, eine Folge)
- 1961: Ein Playboy hat’s schwer (The Tab Hunter Show, zwei Folgen)
- 1961/1964: Twilight Zone (The Twilight Zone, zwei Folgen)
- 1962: Kein Fall für FBI (The Detectives, eine Folge)
- 1962: Westlich von Santa Fé (eine Folge)
- 1962: The Andy Griffith Show (eine Folge)
- 1963: Mr. Ed (Mister Ed, eine Folge)
- 1963–1965: Wagon Train (fünf Folgen)
- 1963/1966: Im Wilden Westen (Death Valley Days, zwei Folgen)
- 1964: Bonanza (eine Folge)
- 1964: Perry Mason (eine Folge)
- 1964: Amos Burke (Burke’s Law, eine Folge)
- 1964: The Addams Family (eine Folge)
- 1965: Privatdetektivin Honey West (Honey West, eine Folge)
- 1966: Laredo (eine Folge)
- 1966: Pistolen und Petticoats (Pistols ’n’ Petticoats, zwei Folgen)
- 1967: Batman (zwei Folgen)
- 1967: Gilligans Insel (Gilligan’s Island, eine Folge)
- 1967: Raumschiff Enterprise (Star Trek, Folge Kennen Sie Tribbles?)
- 1968: Verschollen zwischen fremden Welten (Lost in Space, eine Folge)
- 1969: Twen-Police (The Mod Squad, eine Folge)
- 1970: Der Geist und Mrs. Muir (The Ghost & Mrs. Muir, eine Folge)
- 1970/1975: Adam-12 (zwei Folgen)
- 1973: Die Enterprise (Star Trek: The Animated Series, eine Folge, Sprechrolle)
- 1973–1974: Männerwirtschaft (The Odd Couple, zwei Folgen)
- 1973–1974: Mannix (vier Folgen)
- 1974: Notruf California (Emergency!, eine Folge)
- 1975: Der Chef (Ironside, eine Folge)
- 1975: The Ghost Busters (eine Folge)
- 1976: One Day at a Time (eine Folge)
- 1977: Delvecchio (eine Folge)

### Als Drehbuchautor
- 1961–1964: Mr. Ed (Mister Ed, Fernsehserie, sechs Folgen)
- 1966: Bonanza (Fernsehserie, Folge Home from the Sea)
- 1968/1974: Mannix (Fernsehserie, zwei Folgen)
- 1969: Raumschiff Enterprise (Star Trek, Fernsehserie, Folge Fast unsterblich)
- 1974: Home Grown (Kinofilm)